# احمد رفیعی
احمد رفیعی  از سیاستمداران ایرانی بود، که در دوره‌های   بیست و دوم و  بیست و سوم بعنوان نماینده رفسنجان در مجلس شورای ملی حضور داشت.